# Surinaams milieurecht
Het Surinaams milieurecht is het geheel der wetten en andere bepalingen in Suriname, die gericht zijn op het beschermen van het milieu. Hiertoe worden gerekend: de milieuhygiënewetgeving, het recht betreffende de bescherming en het beheer van natuur en landschap, de bestuursrechtelijke en strafrechtelijke bepalingen ter handhaving van het milieurecht en het recht betreffende natuur en landschap, privaatrechtelijk milieurecht en het internationale milieurecht. Het meeste Surinaams milieurecht valt onder het administratief of bestuursrecht..

## Geschiedenis
Artikel 11 van de Politiewet 1911 (G.B. 1912 no. 19) gold als basis voor de uitoefening van overheidstoezicht op de inrichting en exploitatie van inrichtingen. Onder inrichtingen werden onder andere de inrichtingen, die gedreven werden door stoom- en gas, elektrische motoren, en andere inrichtingen waarbij stoom, gassen of dampen van hoge spanning werden gebezigd, verstaan. In verband met de toen  huidige stand van nijverheid en de nieuwe werkwijze werd op 18 december 1929 de Hinderwet met zeven stemmen voor en vijf tegen door de Koloniale Staten van Suriname goedgekeurd. De leden May, Dragten, Simons, Putscher en Samson stemden tegen de aanname van het wetsontwerp. De leden Kraan, Samuels, Cool, Schuitemaker, de Miranda, Snellen en de voorzitter stemden voor de aanname van het wetsontwerp. Deze wet was hoofdzakelijk gebaseerd op de Nederlands-Indische Ordonnantie en de Nederlandse Hinderwet.  Het doel van de Hinderwet was het onderwerpen van inrichtingen, die gevaar, schade of hinder konden veroorzaken, aan een behoorlijk preventief en repressief overheids toezicht.
In 1954 kwam de Natuurbeschermingswet 1954 tot stand. Deze wet heeft tot doel de bescherming en behoud van de in Suriname aanwezige natuurmonumenten. Gesteld kan worden dat de kennis van het  Surinaams milieurecht steeds meer toeneemt.In de jaren '90 werd er een studie, onder leiding van Prof. mr. L.J. Damen, verricht naar het Surinaams milieurecht. Ook werd er op 9 mei 1995 op de Erasmus Universiteit, door de studentenvereniging Studiname, een symposium  genaamd Duurzame ontwikkeling in Suriname. Het milieu: prioriteit of bijzaak? gehouden. Begin jaren 2010 verschenen er in het Surinaams Juristenblad enkele artikelen over het Surinaams milieurecht en een boek Doe wat goed is voor de hele natie. Een onderzoek naar het Surinaams milieurecht verscheen op de markt.

## Overheidstaak
Op grond van artikel 6 (g) van de Grondwet van de Republiek Suriname is de bescherming van de natuur en het behoud van het ecologisch belang een taak van de overheid. Artikel 6 (g) luidt:
De sociale doelstellingen van de Staat zijn gericht op:
(g) het scheppen en het bevorderen van condities, nodig voor de bescherming van de natuur en voor het behoud van de ecologische balans.— Artikel 6 (g) van de Grondwet van de Republiek Suriname
Dit artikel legt een grondwettelijke basis voor de bestuursrechtelijke wetgeving en het bestuursrechtelijk overheidsoptreden in het belang van het milieu. Artikel 6 (g) van de Grondwet van Suriname is vertaald in enkele wetten bijvoorbeeld:
1. Plantbeschermingswet (G.B. 1965 no.102)
2. Natuurbeschermingswet 1954 (G.B. 1954 no 26 laatstelijk gewijzigd bij S.B. 1992 no. 80)
3. Bestrijdingsmiddelenwet (G.B. 1972 no. 151)
4. Wet Bosbeheer (S.B. 1992 no.80).

Het Surinaams milieurecht  is gefragmenteerd. Dit komt doordat milieuwetgeving per sector wordt opgesteld. Er bestaat nog geen algemeen raamwerk voor het milieu. Weliswaar is er een concept-Milieuwet. De concept-Milieuwet gaat dwars door alle sectoren heen. De concept-Milieuwet stelt regels vast voor het behoud, beheer en de bescherming van een gezond milieu. De belangrijkste instrumenten zijn: milieuplannen en milieuprogramma's, kwaliteitseisen, vergunningen en handhaving. Enkele  andere bepalingen van de concept-milieuwet hebben betrekking op: het instellen van een milieufonds, van een milieu autoriteit, milieuaudits en een zorgplicht.

## Handhaving
Thans worden de overtredingen van de bepalingen van het Surinaams milieurecht gehandhaafd via het strafrecht, het bestuursrecht en het burgerlijk recht. De strafbepalingen komen voor in de bijzondere wetten, in de Wet Economische Delicten (WED), en in het Wetboek van Strafrecht. Op grond van artikel 1386 van het Surinaams Burgerlijk Wetboek (onrechtmatige daad) kunnen overtredingen van het Surinaams milieurecht gecorrigeerd worden.

## Instituten
De meeste ministeries hebben op grond van het Besluit Taakomschrijving Departementen 1991 een milieutaak. Op grond van deze taakstelling zijn verschillende departementen, directoraten, afdelingen en instituten van de diverse ministeries belast met de operationalisering van de milieuwetgeving. Het ministerie van Arbeid, Technologische Ontwikkeling en Milieu (ATM) is belast met de zorg voor het coördineren van de voorbereiding van het milieubeleid en het controleren van de uitvoering daarvan. Op 15 maart 1998 werd het Nationaal Instituut voor Milieu en Ontwikkeling in Suriname (NIMOS) opgericht. Het NIMOS heeft een rapportageplicht naar de minister van ATM en ressorteert onder dit ministerie. De statutaire doelstelling van het NIMOS zijn:
1. Het doen verwezenlijken van nationale milieuwetgeving in de ruimste zin des woords;
2. Het voorbereiden en doen verwezenlijken van de regelgeving inzake bescherming van het milieu;
3. De coördinatie en de controle op de naleving daarvan.

Een afdeling van het Bureau voor Openbare Gezondheidszorg (BOG), de Milieu Inspectie, houdt zich bezig met het toezicht en de controle van die factoren in het milieu (micro en meso) die een schadelijk effect kunnen uitoefenen op de lichamelijke ontwikkeling, de gezondheid en het voortbestaan van de mens, het verzamelen, verwerken en analyseren van milieugegevens en het voorlichten en mobiliseren van de gemeenschap met betrekking tot diverse milieu- en gezondheidsvraagstukken.
In juli 2024 werd het NIMOS opgeheven en de Nationale Milieu Autoriteit (NMA) als opvolger in het leven geroepen.

## Richtlijnen
Het NIMOS heeft richtlijnen met betrekking tot milieuvoorwaarden voor een aantal bedrijfstakken opgesteld. Deze bedrijven zijn: autowasserijen, visverwerkingsbedrijven, spuitinrichtingen, goud- en zilversmeden, houtzagerijen, bedrijven die petroleumproducten en chemicaliën opslaan, distribueren, verkopen en/of gebruiken, en constructie- en reparatiebedrijven. De controle op de naleving van de voorwaarden, dient minimaal twee keer per jaar te worden uitgevoerd. Deze voorwaarden kunnen naar aanleiding van nieuwe inzichten en ontwikkelingen, worden aangevuld en/ of aangepast.

## Internationaal milieurecht
Suriname is lid van verschillende internationale milieuverdragen, bijvoorbeeld het Verdrag van Wenen ter bescherming van de ozonlaag, het raamverdrag van de Verenigde Naties betreffende klimaatverandering en het verdrag van de Verenigde Naties over het recht van de zee. Het land heeft een gematigd monistisch stelsel, dat wil zeggen dat alleen bepalingen welke naar hun inhoud een ieder kunnen binden, rechtstreekse toepassing hebben op het nationale recht. Bepalingen uit internationale milieuverdragen lenen zich niet voor rechtstreekse toepassing. Bepalingen uit mensenrechtenverdragen voldoen wel aan de voorwaarde van rechtstreekse werking op het nationale recht. Burgers kunnen zich direct beroepen op de bepalingen van deze verdragen.
Het milieurecht dat in de Caribische gemeenschap Caricom wordt ontwikkeld, zal, nadat het geratificeerd is en op nationaal niveau een wet opgesteld is, invloed hebben op het Surinaams milieurecht. Uit de schaarse COTED vergaderingen over het milieu, lijkt het erop dat Caricom streeft naar een regionale aanpak van de milieuproblematiek. Dit valt te verklaren uit het feit dat de individuele Caricom lidlanden schaarse menselijke en financiële hulpbronnen hebben. De ontwikkelingen op het milieugebied in de Caricom zijn echter nog jong en vooralsnog kan nog niet met zekerheid gezegd worden welke richting de Caricom op zal gaan.